# Calling All Dawns
Calling All Dawns é um álbum clássico do compositor Christopher Tin, lançado em 2009. O álbum recebeu dois Grammy Awards em 2011 pelo tema "Baba Yetu", tema do jogo Civilization IV. O prêmio marcou a primeira vitória de uma trilha sonora de videogame a vencer um Grammy Award.
O album possui um ciclo de três fases: dia, noite e alvorecer, simbolizando respectivamente vida, morte e renascimento.
O álbum é composto por 12 sons, cada um composto e executado com idiomas diferentes. Grande parte das fontes para letras das músicas correspondem a trechos de literaturas de importância global, incluindo Bíblia Hebraica, a Bhagavad Gita, partes do Pai Nosso, alguns provérbios Maori e haiku japoneses.

## Faixas
| N.º | Título                                                                         | Idioma    | Duração |  |
| 1.  | "Baba Yetu (executado por Soweto Gospel Choir & Royal Philharmonic Orchestra)" | Swahili   | 3:30    |  |
| 2.  | "Mado Kara Mieru (executado por Lia, Aoi Tada, Kaori Omura)"                   | Japonês   | 4:45    |  |
| 3.  | "Dao Zai Fan Ye (executado por Jia Ruhan)"                                     | Mandarim  | 3:15    |  |
| 4.  | "Se É Pra Vir Que Venha (executado por Dulce Pontes)"                          | Português | 4:14    |  |
| 5.  | "Rassemblons-Nous"                                                             | Francês   | 4:27    |  |
| 6.  | "Lux Aeterna"                                                                  | Latim     | 3:59    |  |
| 7.  | "Caoineadh (executado por Anonymous 4)"                                        | Irlandês  | 5:44    |  |
| 8.  | "Hymn Do Trójcy Świętej (executado por Frederica von Stade)"                   | Polonês   | 6:48    |  |
| 9.  | "Hayom Kadosh (executado por Cait McWhir)"                                     | Hebraico  | 1:45    |  |
| 10. | "Hamsáfár (executado por Sussan Deyhim)"                                       | Farsi     | 2:52    |  |
| 11. | "Sukla-Krsne"                                                                  | Sânscrito | 2:01    |  |
| 12. | "Kia Hora Te Marino"                                                           | Maori     | 3:18    |  |